# Инжера, Коллинс
Коллинс Инжера (англ. Collins Injera; род. 18 октября 1986 года, Кения) — регбист, игрок сборной Кении по регби-7 и клуба «Мвамба». Действующий рекордсмен Мировой Серии по регби-7 по количеству занесённых попыток. Участник турнира регби-7 на летних Олимпийских играх 2016.